# فاين إير الرحلة 101
فاين إير الرحلة 101 هي عبارة عن رحلة شحن مجدولة من مطار ميامي الدولي إلى مطار لاس أمريكا الدولي، على متن طائرة ماكدونيل دوغلاس دي سي -8-61 إف برقم تسجيل إن 27 يو إيه، والتي تحطمت بعد الإقلاع في 7 أغسطس 1997، في مطار ميامي الدولي. قُتل جميع الأشخاص الأربعة الذين كانوا على متنها وشخص واحد على الأرض.

## الطائرة

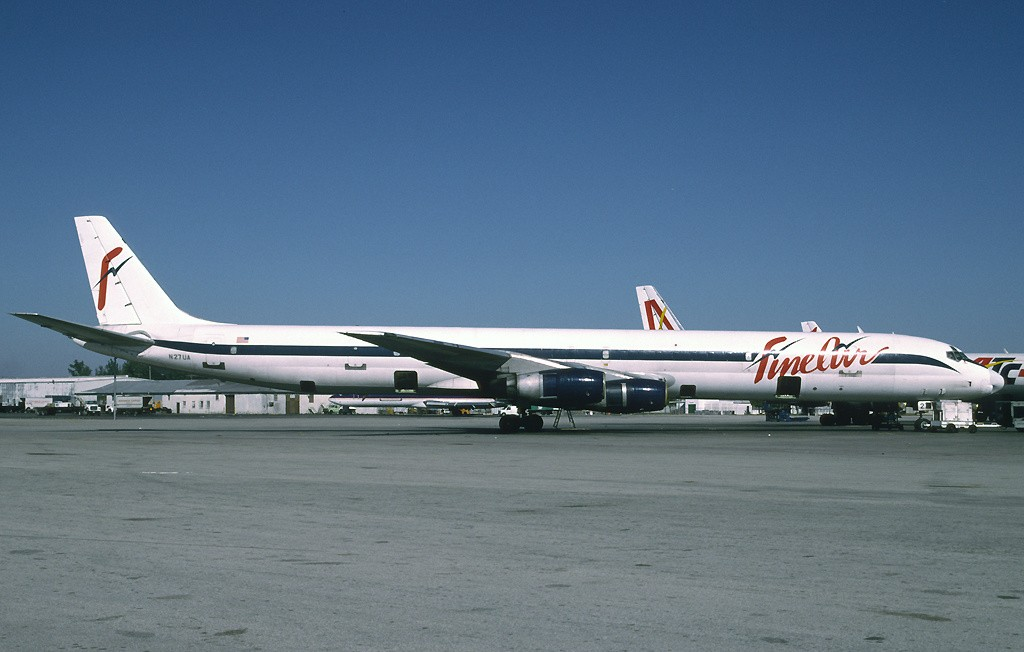
إن 27 يو إيه، الطائرة التي تعرضت للحادث، في فبراير 1996

كانت الطائرة المشاركة في الحادث من طراز ماكدونيل دوغلاس دي سي -8-61 إف البالغة من العمر 29 عامًا، msn / C / n: 45942/349، رقم التسجيل N27UA، الذي تديره شركة فاين إير، بإجمالي ساعات هيكل الطائرة من 46،825 ساعة و41،688 دورة.

## الطاقم والركاب
كان على متن الطائرة ثلاثة من أفراد الطاقم وحارس أمن. كان القبطان، ديل باتريك "بات" طومسون البالغ من العمر 42 عامًا، يعمل مع شركة فاين إير منذ عام 1993. كان لديه ما مجموعه 12154 ساعة طيران، بما في ذلك 2522 ساعة كقائد دي سي-8 في طيران فاين. الضابط الأول، ستيفن بيتروسكي، البالغ من العمر 26 عامًا، الذي تم تعيينه في 15 أغسطس 1994، كان لديه ما مجموعه 2641 ساعة طيران، منها 1،592 ساعة مع شركة طيران فاين في طائرات دي سي-8 وسجل 614 ساعة ضابطًا أول و978 ساعة مهندس طيران، كلهم في دي سي-8. انضم مهندس الطيران، جلين ميلينجتون، البالغ من العمر 35 عامًا، إلى شركة فاين إير في عام 1996. لقد سجل ما مجموعه 1570 ساعة طيران، بما في ذلك 683 ساعة مهندس طيران في طراز دي سي-8 في شركة طيران فاين. كان حارس الأمن على متن السفينة إنريكي سوتو البالغ من العمر 32 عامًا.

## التحطم
فقدت الطائرة، المتجهة إلى سانتو دومينغو، السيطرة بعد وقت قصير من إقلاعها. "نزلت بسرعة على كشك، تعافت لفترة وجيزة من الكشك، وتوقفت مرة أخرى".
أخطأت ماكدونيل دوغلاس دي سي -8 عن مرفق تحميل نقل السيارات في الطرف الجنوبي من ساحة ميامي للسكك الحديدية شمال نهاية المدرج، وكذلك مرافق عمليات الشحن المزدحمة على طول شارع رقم NW 25 المزدحم للغاية إلى منطقة الشحن بالمطار فقط إلى الجنوب من نهاية المدرج. بالكاد أخطأت الطائرة مصنعين، مبنى تجاري، ومركز توزيع بدويايزر في مقاطعة ميامي ديد غير المسجلة بولاية فلوريدا بين الضواحي السكنية المأهولة بالسكان في ميامي سبرينغز ودورال. انزلقت عبر حقل مفتوح وإلى نهج 72 شمال غرب (بالإنجليزية: NW 72nd Ave)، وهو طريق مليء عادة بحركة المرور خلال ساعة الغداء وكان ممتلئًا وقت وقوع الحادث، على الرغم من أن الجزء الذي ضربته الرحلة 101 كان يحتوي على أضواء حمراء في كلا التقاطعين. انزلق حطام الطائرة بسرعة عبر الطريق وعلى موقف السيارات في مركز تجاري صغير عبر الشارع من الحقل الفارغ ؛ لقد صدمت 26 سيارة في مسارها. في ذلك الوقت، كان المركز التجاري الصغير مركزًا لموزعي قطع غيار الكمبيوتر المتخصصين في تجارة أمريكا الجنوبية.
وسقط حطام الطائرة على مسافة أربعة أقدام من مداخل ثلاثة متاجر. لقد فاتته سيارتان مشغولتان وشاحنة كانت تنتظر إشارة المرور عند تقاطع شارع NW 31st ونهج شمال غرب رقم 72، على بعد أقل من 27 متر. داخل إحدى السيارات في ساحة انتظار السيارات جلس رجل يبلغ من العمر 34 عامًا يدعى ريناتو ألفاريز كان قد عاد لتوه إلى متجره في الميني مول بعد تناول الغداء مع زوجته. لم يكن قادرًا على الخروج من السيارة وعلق في كرة النار التي اجتاحت الشارع متعدد المسارات، والميدان، وموقف السيارات.
قُتل خمسة أشخاص في المجموع: ثلاثة من أفراد الطاقم الجوي، وحارس أمن تابع لشركة على متن الطائرة، ورجل في ساحة انتظار السيارات. في الدقائق التي أعقبت الحادث، نبيه الشرطة إلى نشوب حريق في نهج شمال غرب رقم 72، فقط لتكتشف أنه كان حادث تحطم طائرة. لمدة 45 دقيقة تقريبًا، زعمت تقارير مختلطة أن الطائرة كانت رحلة ركاب، ولكن في غضون ساعة أكد برج المراقبة في مطار ميامي أنها كانت طيران فاين رحلة الشحن 101. استجاب وكلاء إدارة الطيران الفيدرالية الأمنيون الخاصون الذين يعملون من مكتب في ممتلكات المطار (في ذلك الوقت) إلى مكان الحادث وفي نفس الوقت إلى مكاتب طيران فاين للشحن، حيث حصلوا على وثائق الرحلة. استردت بعض الوثائق ذات الصلة من أوعية القمامة، مما تسبب في فتح تحقيق جنائي، مما أدى في النهاية إلى توجيه تهم تشمل إتلاف الأدلة والتستر عليها. أقرت شركة فاين إير ووكيلها المتخصص في المناولة الأرضية إيرومار إيرلاينز ‏ بالذنب في العديد من التهم وغُرموا بنحو 5 ملايين دولار.

## التحقيق
وجد المجلس الوطني لسلامة النقل (NTSB) أن مركز جاذبية الطائرة كان قريبًا من نقطة السلامة للطائرة أو حتى خلفها وأن إعدادات التريم ‏ في الطائرة كان خاطئةً. نتج كلاهما عن مخالفات في تحميل البضائع. لا يمكن تحديد شدة مشكلة التحكم بسبب عدم اليقين بشأن توزيع وزن البضائع. كان سيتطلب مهارات وردود فعل استثنائية لا يمكن توقعها من الطيارين.
وجد المجلس الوطني أنه «لم يحدث تحولًا كبيرًا للبضائع إلى الخلف عند الدوران أو قبله ولم يكن سببًا للارتفاع الشديد الأولي عند الدوران.» قد يكون ضغط البضائع أو نقلها قد حدث لاحقًا.
وجدت مقابلات الطاقم الأرضي أن الرحلة كانت ممتلئة بشكل روتيني بالمنصات ونادراً ما كانت أقفال الشحن تشارك حسب بعض الآراء، وذُكر ذلك أيضًا لأنه كان يُعتقد أنها غير ذات صلة إذا لم تتمكن المنصات من التحرك. تُثبت المنصات بواسطة قضبان على الجانبين من التحرك في اتجاه تصاعدي، ولكن الأقفال الطرفية القابلة للسحب فقط هي التي يمكنها إيقاف الحركة للأمام والخلف. أيضا، كانت الطائرة محملة بحمولة زائدة تبلغ حوالي 2700 كغم، على الرغم من أنه، نظرًا لعملية وزن منصة النقل، يُعتقد أن هذا أكثر شيوعًا مما كان يعتقد سابقًا.

### تحديد المجلس الوطني لسلامة النقل
أصدر المجلس الوطني تقرير الحادث في 16 يونيو 1998. يقول "السبب المحتمل":

## في الثقافة الشعبية
عرض تحطم فاين إير الرحلة 101 في الحلقة الخامسة من الموسم 19 من ماي داي (تحقيقات الكوارث الجوية). الحلقة بعنوان "الرمية القاتلة".

## روابط خارجية
- جدول تحقيق المجلس الوطني لسلامة النقل
- تحقيقات الكوارث الجوية: الرمية القاتلة | ناشونال جيوغرافيك أبوظبي على يوتيوب